# Heavy Demons
Heavy Demons è il terzo album dei Death SS, pubblicato nel 1991.

## Il disco
Lo stile si discosta parzialmente da quello degli album precedenti, e le sonorità sono più vicine al metal classico.
Il brano introduttivo, Walpurgisnacht, vede la collaborazione dell'attore britannico Oliver Reed ed è stato composto da Aldo Polverari, unico autore ed esecutore del brano conclusivo, Sorcerous Valley (Back to the Real) e della traccia bonus Thrill Seeker. La canzone Inquisitor riprende un brano risalente a molti anni prima, già pubblicato dal gruppo sull'EP Evil Metal del 1983 con il cantante Sanctis Ghoram, quando il gruppo era capitanato da Paul Chain, mentre qui è re-interpretato da una formazione totalmente diversa e cantato da Steve Sylvester.

## Tracce
1. Walpurgisnacht – 2:21
2. Where Have You Gone? – 3:31
3. Heavy Demons – 4:06
4. Family Vault – 5:24
5. Lilith – 4:26
6. Peace of Mind – 3:40
7. Way to Power – 5:05
8. Baphomet – 4:48
9. Inquisitor – 4:45
10. Templar's Revenge – 4:49
11. All Soul's Day – 4:53
12. Sorcerous Valley (Back to the Real) – 4:03

### Bonus Tracks
1. Death Walks Behind You (cover degli Atomic Rooster) - 4:12
2. Where Have You Gone? (remix) - 4:03
3. Horrible Eyes (live) - 5:26
4. Thrill Seeker - 4:20

## Formazione
- Steve Sylvester The Vampire - voce
- Jason Minelli The Death - chitarra
- Al Priest The Zombie - chitarra
- Andy Barrington The Mummy - basso
- Ross Lukather The Werewolf - batteria

### Altri musicisti
- Oliver Reed - voce narrante nel brano Walpurgisnacht
- Morby - cori
- Rox - cori
- Andy Fois - chitarra acustica
- Aldo Polverari, Andy Panigada, Lorenzo Santi, Mario Von Braun - tastiere